# Batman: Las Primeras 100 Historietas
Batman: Las Primeras 100 Historietas es una publicación en formato de libros de tapa blanda con periodicidad semanal editada en Argentina por el Grupo Clarín para distribuir exclusivamente en quioscos de periódicos en Argentina.
Así como su predecesora Superman: Las Primeras 100 Historietas, editada de la misma forma, la colección provee a los lectores acceso a las primeras historias del personaje Batman en la Edad de oro de los comic-books en orden de publicación cronológico, basándose en los ocho primeros tomos recopilatorios en inglés Batman Chronicles de DC Comics.
La traducción de las historias estuvieron a cargo de Anna Fonoll Branchadell, y cada tomo contaba con un prólogo a cargo del historietista argentino Alejo García Valdearena. La impresión estuvo a cargo de Artes Gráficas Rioplatense S.A.
El primer tomo tenía un costo de $6,90, y los siguientes $12,90. Para la compra había que presentar un cupón incluido en el diario
Clarín del día en que salía cada tomo. El costo del tomo sin el cupón del diario era de $17,90.

## Listado de libros
| Tomo | Historias de Batman publicadas en                                                 | Páginas | Fecha              |
| ---- | --------------------------------------------------------------------------------- | ------- | ------------------ |
| 1    | Detective Comics (vol 1) 27 al 35                                                 | 104     | 2 Feb 2012         |
| 2    | Detective Comics (vol 1) 36 al 39 Batman (vol 1) 1                                | 112     | 9 Feb 2012         |
| 3    | Detective Comics (vol 1) 40 al 42 Batman (vol 1) 2 New York World's Fair 1        | 112     | 16 Feb 2012        |
| 4    | Detective Comics (vol 1) 43 al 45 Batman (vol 1) 3                                | 104     | 23 Feb 2012        |
| 5    | Detective Comics (vol 1) 46 y 47 Batman (vol 1) 4                                 | 88      | 1º Mar 2012        |
| 6    | Detective Comics (vol 1) 48 al 50 Batman (vol 1) 5                                | 104     | 8 Mar2012          |
| 7    | Detective Comics (vol 1) 51 al 54 Batman (vol 1) 6 World's Best Comics 1 y 2      | 104     | 15 Mar2012         |
| 8    | Detective Comics (vol 1) 55 y 56 Batman (vol 1) 6 y 7 World's Finest Comics 3     | 104     | 22 Mar2012         |
| 9    | Detective Comics (vol 1) 57 y 58 Batman (vol 1) 7 y 8                             | 112     | 29 Mar2012         |
| 10   | Detective Comics (vol 1) 59 y 60 Batman (vol 1) 8 y 9 World's Finest Comics 4     | 112     | 5 Abr 2012         |
| 11   | Detective Comics (vol 1) 61 y 62 Batman (vol 1) 10 World's Finest Comics 5        | 88      | 12 Abr 2012        |
| 12   | Detective Comics (vol 1) 63 y 64 Batman (vol 1) 10 y 11                           | 88      | 19 Abr 2012        |
| 13   | Detective Comics (vol 1) 65 y 66 Batman (vol 1) 11 y 12 World's Finest Comics 6   | 104     | 26 Abr 2012        |
| 14   | Detective Comics (vol 1) 67 y 68 Batman (vol 1) 12 y 13 World's Finest Comics 7   | 104     | 3 de mayo de 2012  |
| 15   | Detective Comics (vol 1) 69 al 71 Batman (vol 1) 13 y 14 World's Finest Comics #8 | 128     | 10 de mayo de 2012 |
| 16   | Detective Comics (vol 1) 72 al 74 Batman (vol 1) 15                               | 104     | 17 de mayo de 2012 |

- Datos: Q17622654